# 리도카인
리도카인(lidocaine)은 국소 마취제이자 항부정맥제이다.

## 개요
1943년에 스웨덴의 화학자 닐스 뢰프그렌(Nils Löfgren)과 벵트 룬드크비스트(Bengt Lundqvist)가 개발한 아미드형 국소 마취제이다. 1948년에 판매되었다.
국소 마취 작용이 가장 강하다고 하는 테트라카인보다 작용이나 지속시간 측면으로 조금 뒤떨어진다. 그러나 테트라카인보다 독성이 약하고 충분한 약효를 가지기 때문에, 리도카인을 사용하는 것이 일반적이다. 혹은 독성을 고려하면서, 테트라카인과의 혼합물을 병용할 수 있다. 마취부 주위의 혈관을 수축시켜, 소량의 마취제로 지속적인 효과를 얻고 지혈 작용에 의해 수술 중의 출혈을 억제하기 위해서, 에피네프린 등의 혈관 수축제 등이 배합된 키시로카인 주사액 「0.5%」 에피레나민 함유도 있다.
프로카인과 비교하면 지용성, 단백질 결합능이 모두 높고, 마취 작용, 지속 시간이나 길다. 작용시간을 길게 하려면 아드레날린과 병용하면 좋다. 아드레날린이 첨가되면 흡수되는 속도가 늦어져서 마취시간이 약 2배로 지속되며 부작용이 적다.

## 질로카인
상표명으로는 질로카인(Xylocaine)등이 있다.

## 같이 보기
- 마취
- 에피네프린
- 국소마취법